# Лоуренс (лунный кратер)
Кратер Лоуренс (лат. Lawrence) — крупный ударный кратер в восточной части Моря Спокойствия на видимой стороне Луны. Название присвоено в честь американского физика Эрнеста Орландо Лоуренса (1901—1958) и американского астронавта Роберта Генри Лоуренса мл. (1935—1993); утверждено Международным астрономическим союзом в 1973 г. 

## Описание кратера

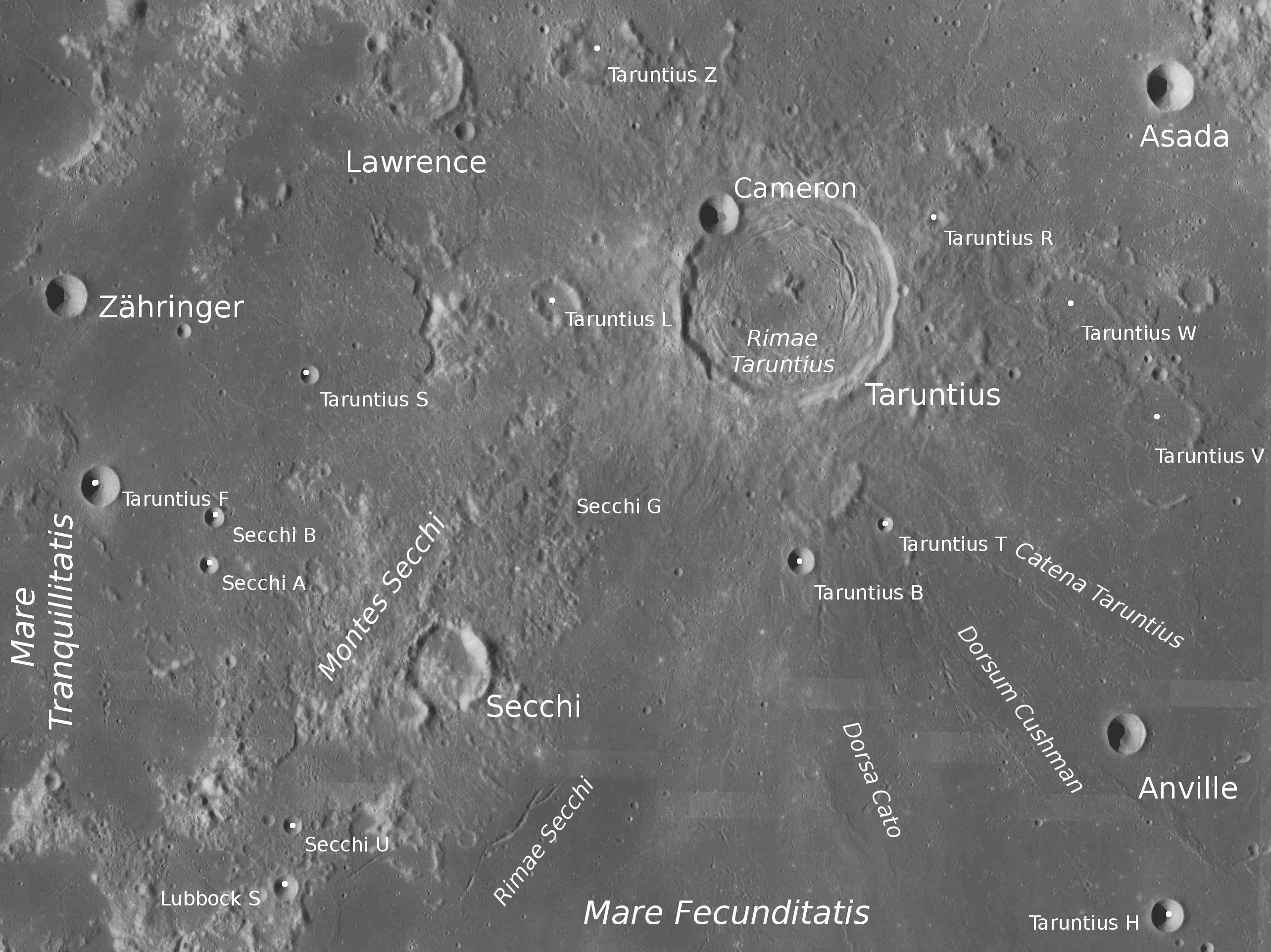
Окрестности кратера Лоуренс. Снимок зонда Lunar Reconnaissance Orbiter.

Ближайшими соседями кратера являются кратер Коши на западе-северо-западе; кратер Леонардо Да Винчи на северо-востоке; кратер Тарунций на юго-востоке и кратер Церингер на юго-востоке. На западе северо-западе от кратера находятся борозда Коши и уступ Коши; на севере расположен Залив Согласия; на юго-востоке Море Изобилия; на юге горы Секки. Селенографические координаты центра кратера 7°21′ с. ш. 43°18′ в. д. / 7,35° с. ш. 43,3° в. д., диаметр 24,0 км, глубина 850 м.
Кратер Лоуренс имеет циркулярную форму и значительно разрушен, дно чаши затоплено лавой над поверхностью которой выступает лишь узкая вершина вала. Вал сглажен, в северной и юго-западной части имеет разрывы, лучше всего сохранилась восточная часть. Объем кратера составляет около 370 км³. 
До получения собственного наименования в 1973 г. кратер имел обозначение Тарунций М (в системе обозначений так называемых сателлитных кратеров, расположенных в окрестностях кратера, имеющего собственное наименование).

## Сателлитные кратеры
Отсутствуют.

## См.также
- Список кратеров на Луне
- Лунный кратер
- Морфологический каталог кратеров Луны
- Планетная номенклатура
- Селенография
- Минералогия Луны
- Геология Луны
- Поздняя тяжёлая бомбардировка